# La Cloche Mountains
Die La Cloche Mountains, auch La Cloche Range genannt, sind eine Gebirgskette in Kanada im Norden Ontarios, entlang dem nördlichen Ufer des Huronsees in der Nähe der Insel Manitoulin. Die Berge befinden sich im Kanadischen Schild und bestehen hauptsächlich aus weißem Quarzit.
Sie erstrecken sich ungefähr vom La Cloche Provincial Park, südlich von Massey, bis zum Killarney Provincial Park, südwestlich von Sudbury. Die Gemeinden West River, Willisville und Whitefish Falls liegen direkt in der Gebirgskette; die Stadt Espanola und die Gemeinde Killarney befinden sich in der Nähe, können aber (von einigen Aussichtspunkten aus) sogar von der Insel Manitoulin gesehen werden.
Der Ontario Highway 6 ist die Hauptverkehrsroute durch das Gebirge.
Der Killarney Provincial Park liegt im Gebirge und ist bei Touristen sehr beliebt. Eine weitere Besonderheit ist der „Heaven's Gate Trail“, der die gesamte Bergkette von Willisville im Osten bis Massey im Westen durchquert. Er soll eine alte Handelsroute der Ureinwohner sein und führt über die Hochebene des Gebirgszugs, wobei man im Süden den North Channel des Huronsees sehen kann. Der Weg ist besonders anstrengend und wird nur selten begangen, was vor allem an seiner Länge und der Abgeschiedenheit von größeren Städten liegt.

## Geologie
Mit einem geschätzten Alter von 1,88 Milliarden Jahren bestehen die La Cloche Mountains aus metamorphosiertem Quarzsandstein, der sich vor 2,5 Milliarden Jahren in der Region der Georgian Bay in Ontario ablagerte. Die Berge selbst entstanden während der Penokean-Orogenese, einer Phase der Gebirgsbildung in der geologischen Geschichte des Kanadischen Schildes. Während dieser Zeit wurde der angesammelte Sandstein komprimiert und erhitzt, um den weißen Quarzit zu bilden, der heute die Landschaft dominiert. Es wird vermutet, dass die Hügel der La Cloche Mountains einst höher waren als die heutigen Rocky Mountains und bis auf ihre heutige Höhe von 539 Metern an ihrem höchsten Punkt abgetragen wurden. Sie gehören nach wie vor zu den höchsten Erhebungen in Ontario.
Ein südlicher Ausläufer der La Cloche Mountains, die South La Cloche Mountains, erstreckt sich nach Süden und ragt entlang vom Badgeley Point, nördlich von Killarney und dem Secondary Highway 637, in die Georgian Bay.

## Geschichte
Die Legende besagt, dass die Hügel Warnglocken oder Tocsins waren, die von den lokalen First Nations als Signal verwendet wurden. Diese „Glockenfelsen“ konnten über eine beträchtliche Entfernung gehört werden, wenn sie angeschlagen wurden, und als die Waldläufer das Gebiet erkundeten, benannten sie es dementsprechend mit dem französischen Wort für „Glocke“ – La Cloche.

## Camps
- Charlton Lake Camp

## Bilder

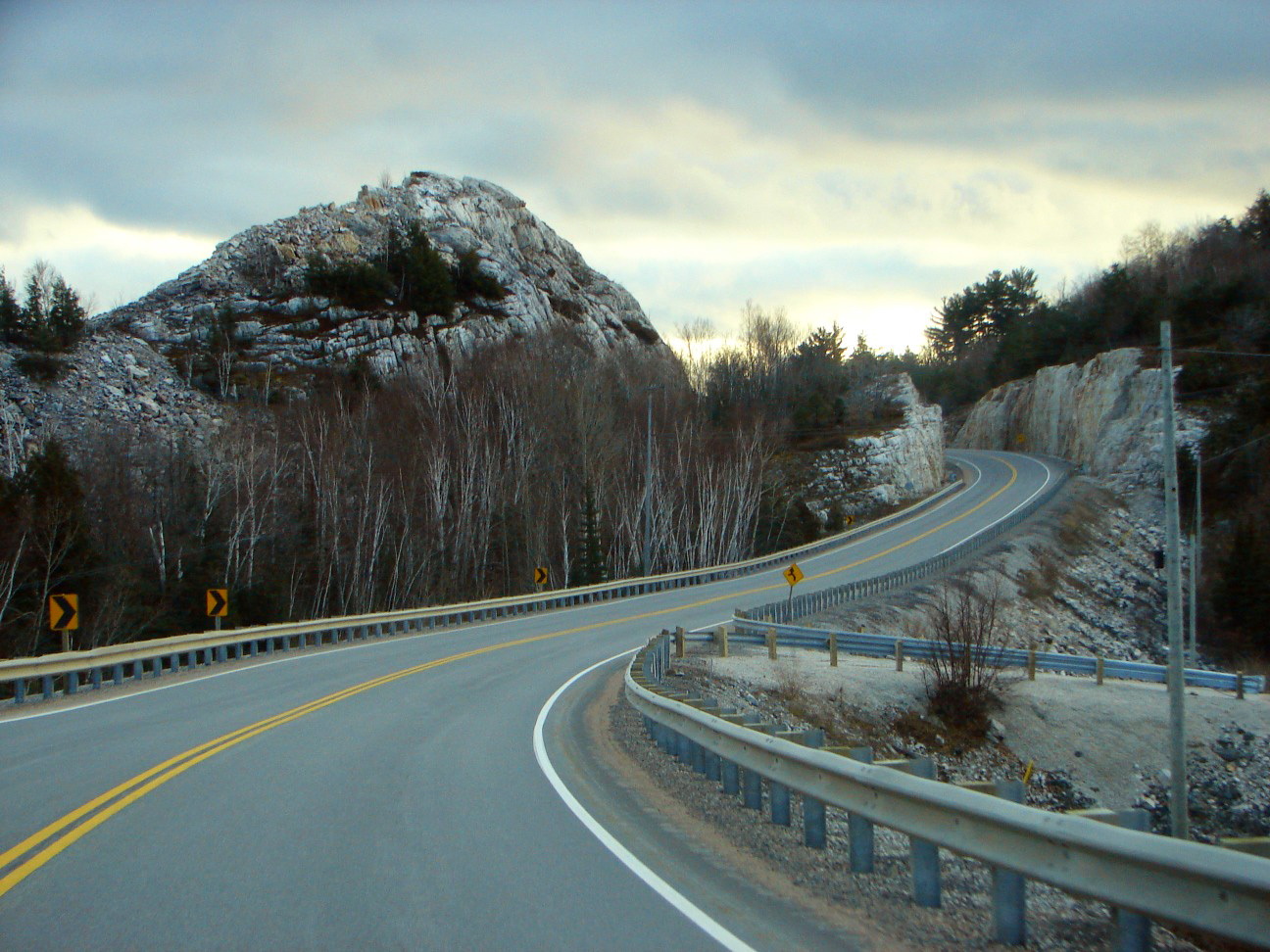
Highway 6 durch die La Cloche Mountains in der Nähe von Whitefish Falls
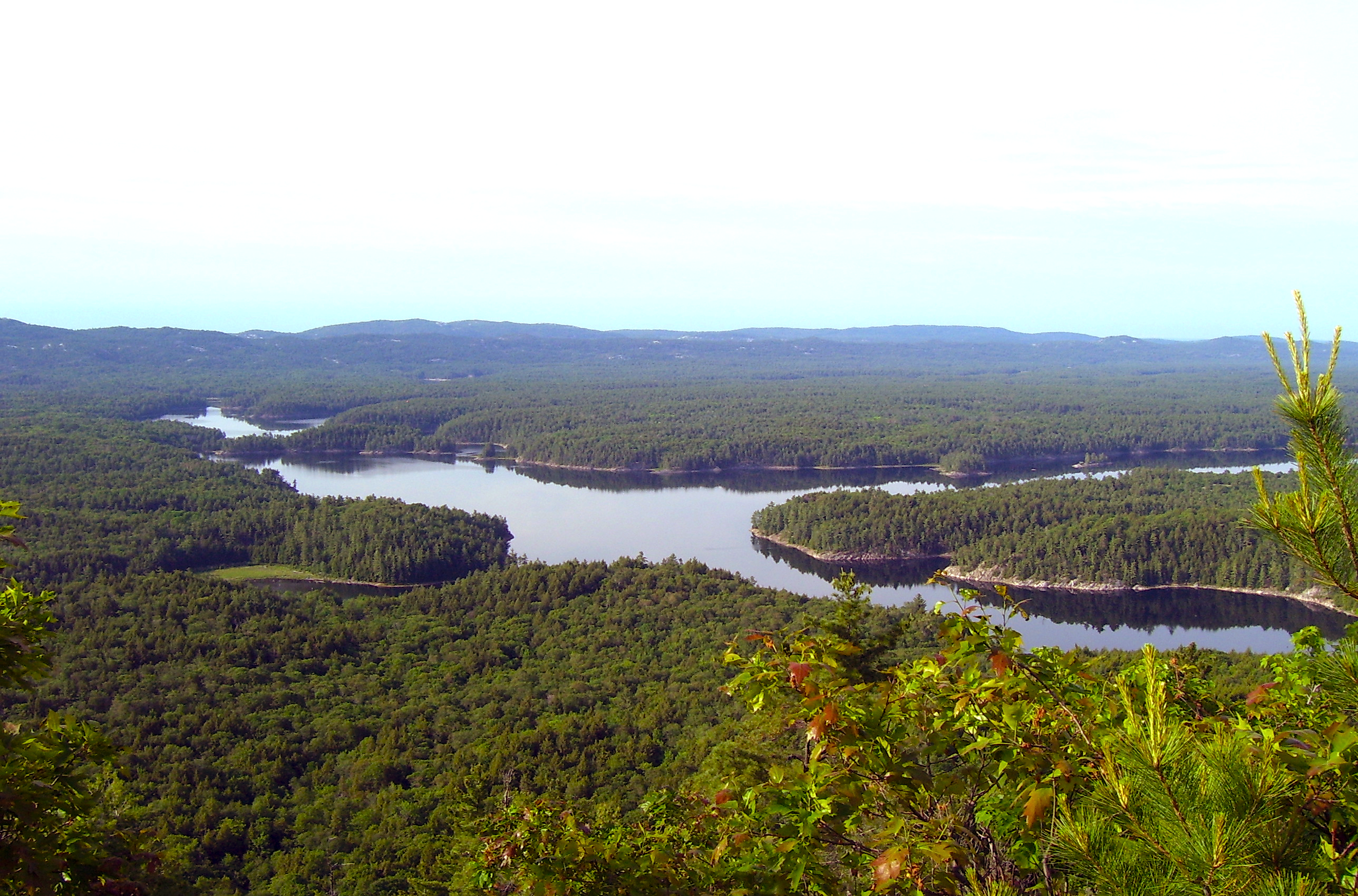
Blick vom La Cloche Silhouette Trail im Killarney Provincial Park
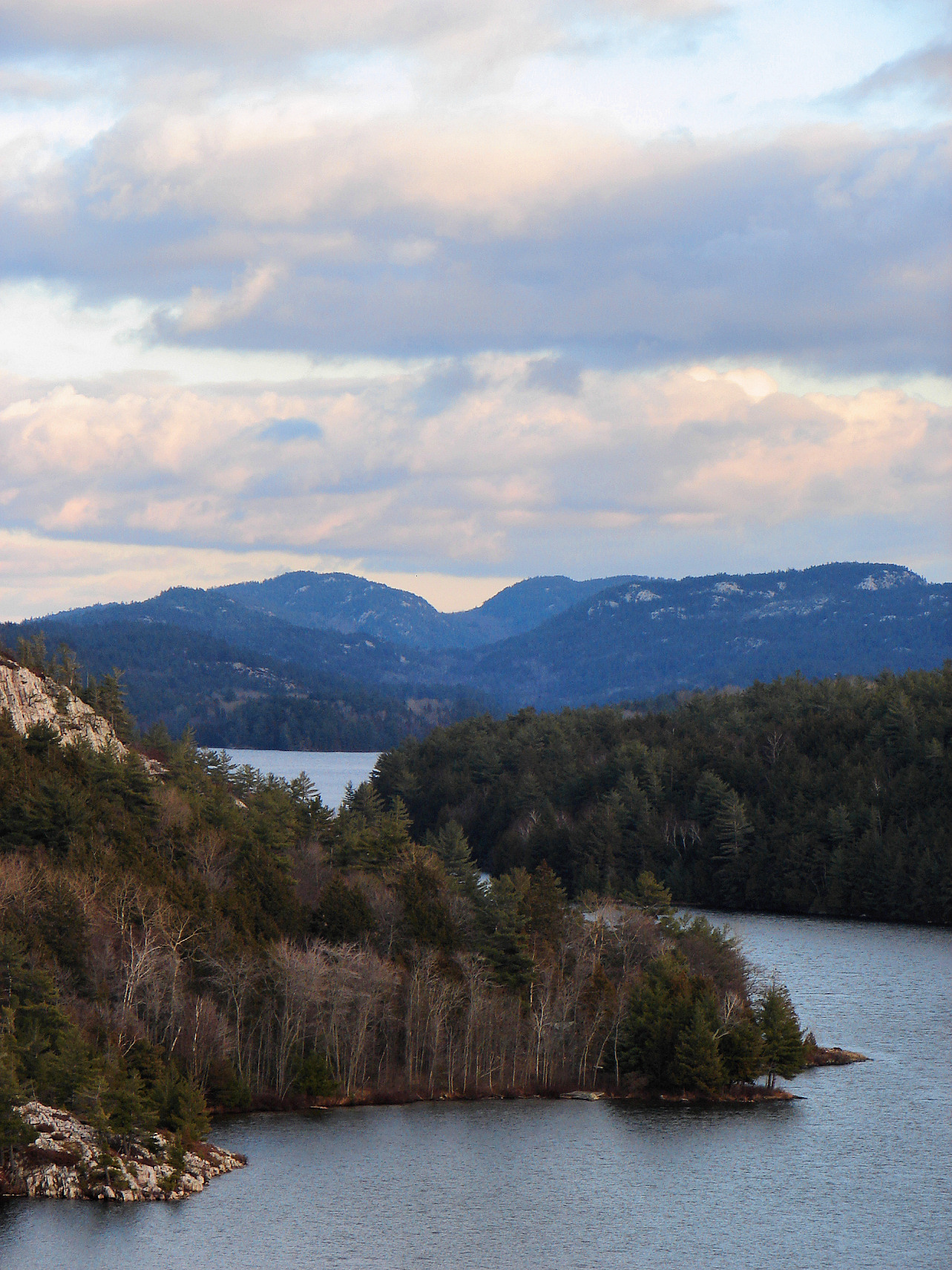
Anderer Blick auf die Gebirgskette